# Dornier 328
El Dornier 328 es un avión comercial regional turbohélice. Producido inicialmente por Dornier Luftfahrt GmbH, la empresa fue adquirida por Fairchild Aircraft en 1996. La empresa resultante, llamada Fairchild-Dornier, fabricaba la familia 328 en Oberpfaffenhofen, Alemania, dirigía las ventas desde San Antonio, Texas, Estados Unidos, y apoyaba la línea de producción desde ambos lugares. También hay una versión a reacción del avión, el Fairchild Dornier 328JET.

## Desarrollo

### Orígenes
El programa del Dornier 328 (o Do 328) fue comenzado inicialmente cuando Dornier todavía pertenecía a Deutsche Aerospace. Según el gerente del programa Reinhold Birrenbach de Deutsche Aerospace, el 328 tuvo sus orígenes en un estudio de mercado realizado en 1984; la respuesta de las aerolíneas indicaba una necesidad de un avión comercial regional rápido, silencioso y fácil de mantener con una capacidad de 30 asientos. Este estudio de mercado condujo a Deutsche Aerospace a formular una predicción de ventas de 400 o más unidades; esta predicción derivaba en parte de que el 328 sería más avanzado que sus competidores más cercanos. Las características más favorables incluían una alta velocidad de crucero de 640 km/h, así como unos mayores altitud de crucero y alcance, haciendo al avión casi tan rápido como los aviones comerciales a reacción pero más eficientes en cuanto a consumo; también se vio favorable para el 328 una tendencia que se alejaba de la distribución central y radial en favor de una de tránsito de punto a punto.
En diciembre de 1988, el proyecto del 328 fue relanzado tras la concesión de la aprobación de los accionistas después de realizarse unas negociaciones entre la familia Dornier y Daimler Benz. Como resultado de una evaluación de seis meses, se concretó una selección de plantas motrices juzgadas adecuadas para el 328, siendo el General Electric CT7-9D, el Garrett TPE-341-21 y el Pratt & Whitney Canada PW119A. Aunque el motor Garrett fue visto por Deutsche Aerospace cono técnicamente superior, la planta motriz de Pratt & Whitney estaba más avanzada en desarrollo y en consecuencia fue elegida. La selección de motores fue pronto seguida por la selección de una hélice Hartzell de materiales compuestos de seis palas, informándose de que la propuesta de Hartzell era sustancialmente más ligera que las otras de Dowty y Hamilton Standard. Tras varias consideraciones entre la instrumentación electromecánica y la digital, Dornier optó por una cabina digital de pantallas y seleccionó a Honeywell para proporcionarla, tras estudiar opciones de Saab Group, Rockwell Collins, y Smiths Aerospace.
En mayo de 1991, Horizon Air, una aerolínea estadounidense, emitió una orden de producción por 35 aviones; fue la mayor orden del 328 en ese momento y superior a cualquier otra para ese modelo o sus competidores emitida ese año. En octubre del mismo año, el primer prototipo del 328 fue presentado formalmente. El 6 de diciembre de 1991, el primer prototipo realizó el primer vuelo del modelo. El 4 de junio de 1992, un segundo prototipo de 328 realizó su primer vuelo. El 14 de diciembre de ese año, uno de los prototipos del 328 sufrió un fallo de hélice en vuelo casi catastrófico cuando todas las palas de la hélice de un motor se desprendieron antes de impactar en el fuselaje, causando la subsiguiente pérdida temporal de control que el avión alabeara 280 grados y descendiera 5000 pies antes de recuperarse.
El 13 de octubre de 1993, el 328 entró formalmente en servicio comercial. El 328 fue introducido en el mercado en un periodo en el que estaba plagado con grandes cantidades de aviones turbohélice competidores, además de aumentar la competencia de los reactores regionales recién lanzados, que se estaban haciendo cada vez más populares a principios de los años 90. El 328 tenía las ventajas de ser más silencioso y rápido que muchos de sus rivales, aunque esto no aseguraba su éxito comercial. La última parte del programa del 328 se desarrolló durante una recesión, que acortó la demanda de nuevos aviones por parte de los operadores. Tanto el 328 como la más grande división Dornier de Deutsche Aerospace evidenciaron estar perdiendo dinero; en consecuencia, Deutsche Aerospace dudó en comprometer más recursos en el mercado de aviones regionales, retrasando repetidamente una decisión para proceder a realizar un modelo alargado del 328 de 48 asientos, que había sido presentado originalmente en 1991.

### Desarrollo posterior
A principios de los años 90, Deutsche Aerospace y Fokker estudiaron la posibilidad de entablar una relación comercial para apoyarse mutuamente en el mercado de los aviones regionales; esto propició que Deutsche Aerospace comprase un 40 % de la participación de Fokker en 1993. En junio de 1995, se informó que Deutsche Aerospace y Daewoo Heavy Industries estaban entablando conversaciones para establecer una segunda línea de montaje del 328 en Corea del Sur para abastecer al mercado asiático. En 1995, Fokker y Deutsche Aerospace sufrieron serias dificultades financieras, que finalmente condujeron al abandono de la antigua aspiración de dominar el mercado europeo de aviones regionales. En junio de 1996, Deutsche Aerospace vendió la mayor parte de Dornier Luftfahrt GmbH al constructor estadounidense Fairchild Aircraft, originándose la creación de Fairchild Dornier GmbH. La recién combinada compañía Fairchild Dornier surgió como la tercera mayor compañía productora de aviones regionales del mundo, considerando al 328 como el producto clave de su línea y la base de una futura familia de aviones.
Además, para continuar el desarrollo de una variante a reacción del 328, designada inicialmente como Dornier 328-300 y más tarde conocida simplemente como Dornier 328JET (que se había iniciado con Deutsche Aerospace), Fairchild Dornier consideró desarrollar una versión alargada, designada como Dornier 428JET, y un modelo exclusivo de carga. Adicionalmente, Farchild Dornier desarrolló un avión mayor, el Fairchild-Dornier 728. Además de los típicos modelos de pasajeros, se proyectaron las configuraciones de reactores de negocios 728JET y 928JET, provisionalmente designados Envoy 3 y Envoy 7 respectivamente. El ambicioso proyecto de familia consiguió el apoyo del Gobierno alemán, que garantizó un préstamo de 350 millones para el proyecto. A finales de los años 90, Fairchild Dornier tuvo dificultades para obtener capital y socios estratégicos que apoyaran el proyecto, entrando finalmente la compañía en bancarrota en abril de 2002.

### Las secuelas de Dornier

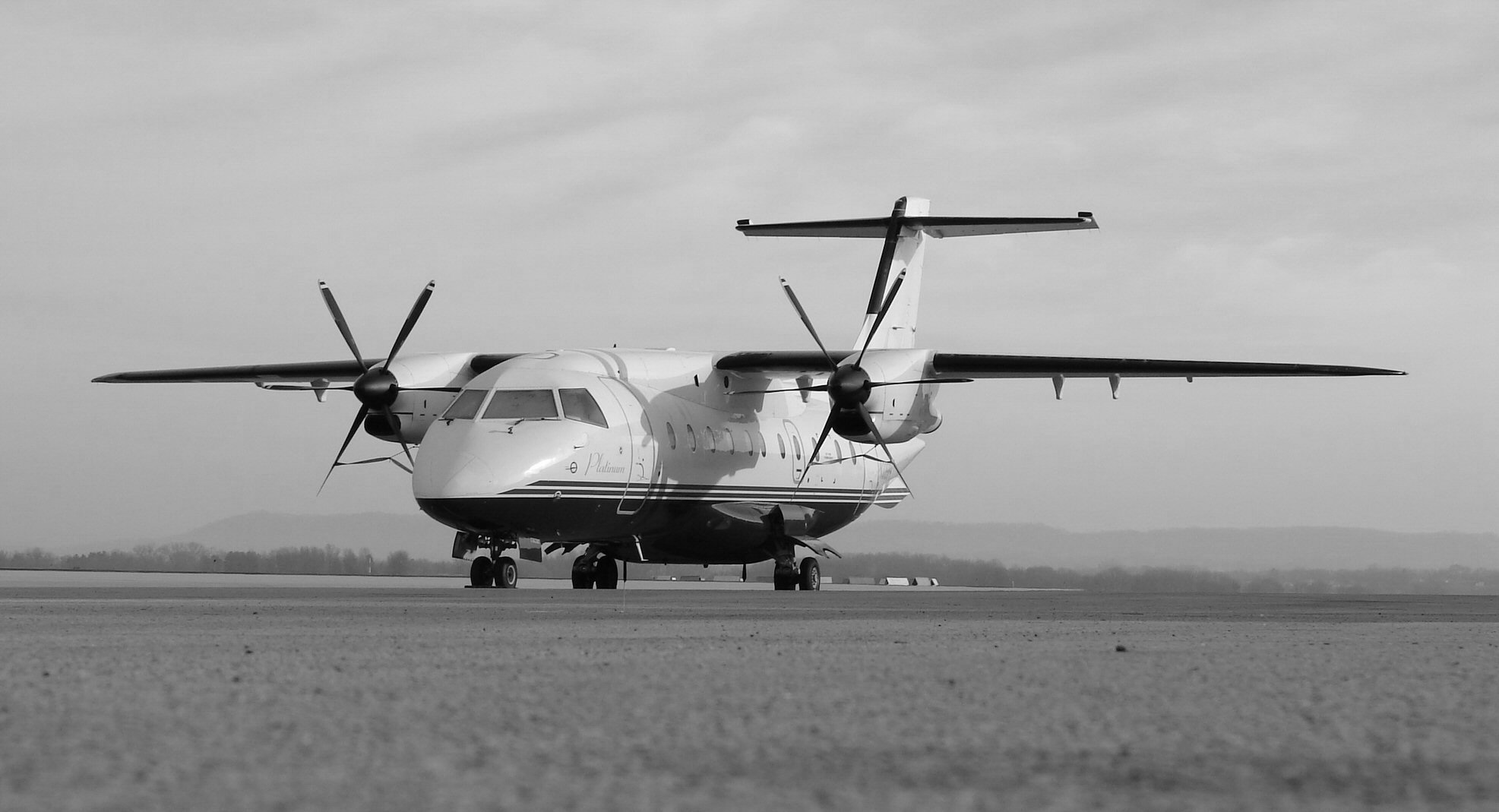
Un Dornier 328, 2006.

Tras la bancarrota de Fairchild Dornier, AvCraft Aviation adquirió los derechos sobre el Dornier 328/328JET; sin embargo, esta compañía entró asimismo en bancarrota tres años más tarde. En junio de 2006, 328 Support Services GmbH adquirió el certificado de modelo para el Dornier 328. Proporciona servicios de mantenimiento, reparación y remozado a la actual flota en servicio.
En febrero de 2015, la compañía estadounidense Sierra Nevada Corporation de ingeniería adquirió a 328 Support Services GmbH. Poco después, el propietario de Sierra Nevada, el ingeniero turco-estadounidense Fatih Ozmen, fundó una corporación privada llamada Özjet Havacılık Teknolojileri A.Ş. en el Parque Tecnológico de la Universidad Bilkent, Ankara, y firmó un memorando de entendimiento con el Ministerio de Transporte de Turquía con la intención de fabricar el 328 en Ankara. En junio de 2015, el Gobierno turco lanzó el proyecto del avión regional turco TR328 y TRJ328, un modernizado 328/328JET, con turbohélices o reactores para su uso civil y militar, y un mayor TR628/TRJ-628 pronosticando un equilibrado mercado de 500-1000 aparatos de cada modelo.
Aunque estaba previsto que el primer vuelo se realizara en 2019, Turquía abandonó en programa en octubre de 2017, tras afrontar el incremento de los costes y la desconfianza en las previsiones de mercado. Teniendo fe en el mercado de menos de 40 asientos, Sierra Nevada Corporation y 328 Support Services GmbH buscaron otras formas de revivir al avión, esperando seguir a finales de 2017 o principios de 2018.
Se pueden obtener aviones mediante 328 Support Services y convertirlos para realizar misiones de transporte civil, operaciones militares, evacuación médica, carga o como utilitarios por 7 a 9 millones de dólares, incluyendo turbohélices de cero horas. Sierra Nevada Corp. planea construir un nuevo 328 alargado en Alemania.

## Diseño

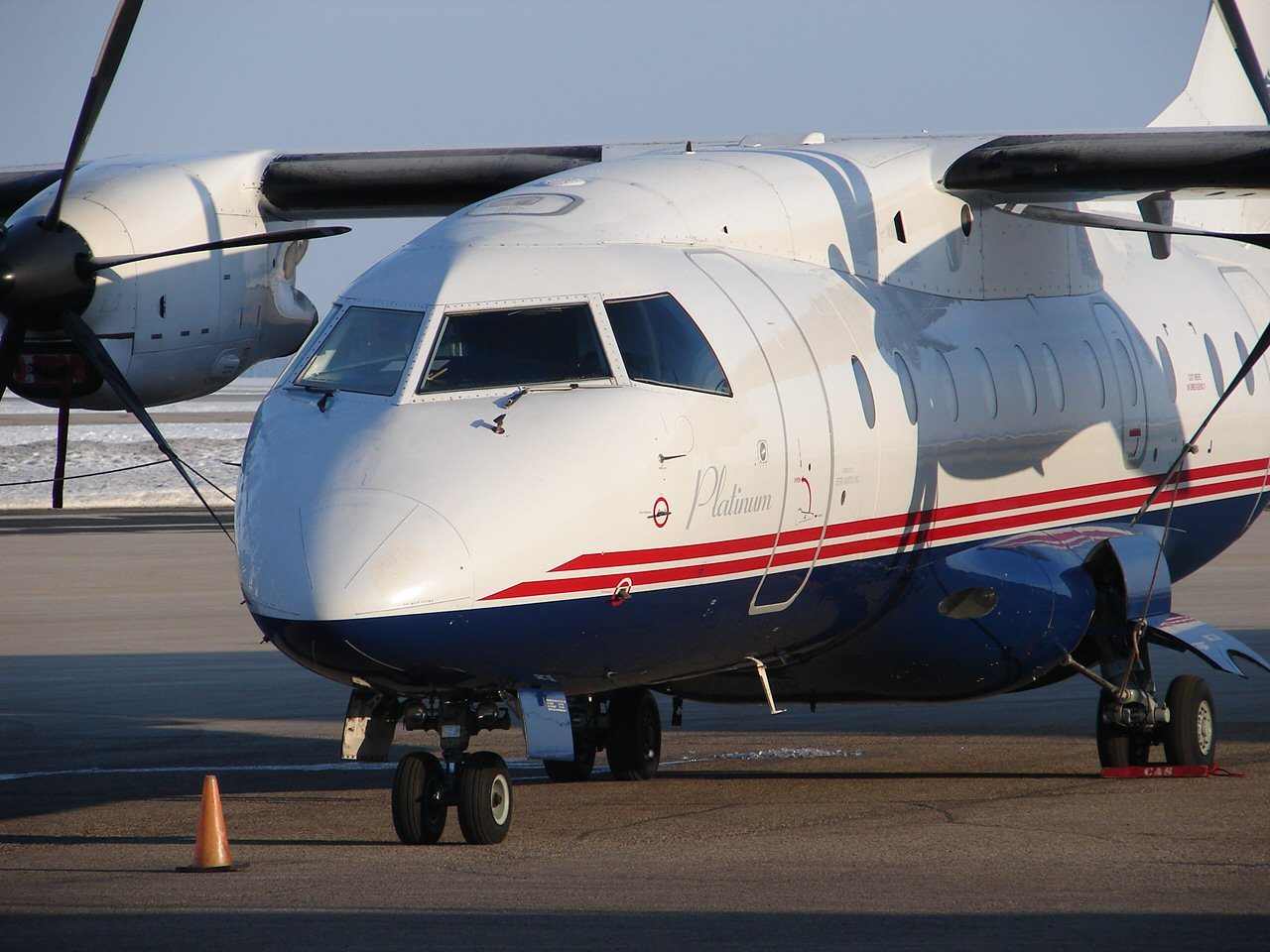
Sección delantera de un 328.

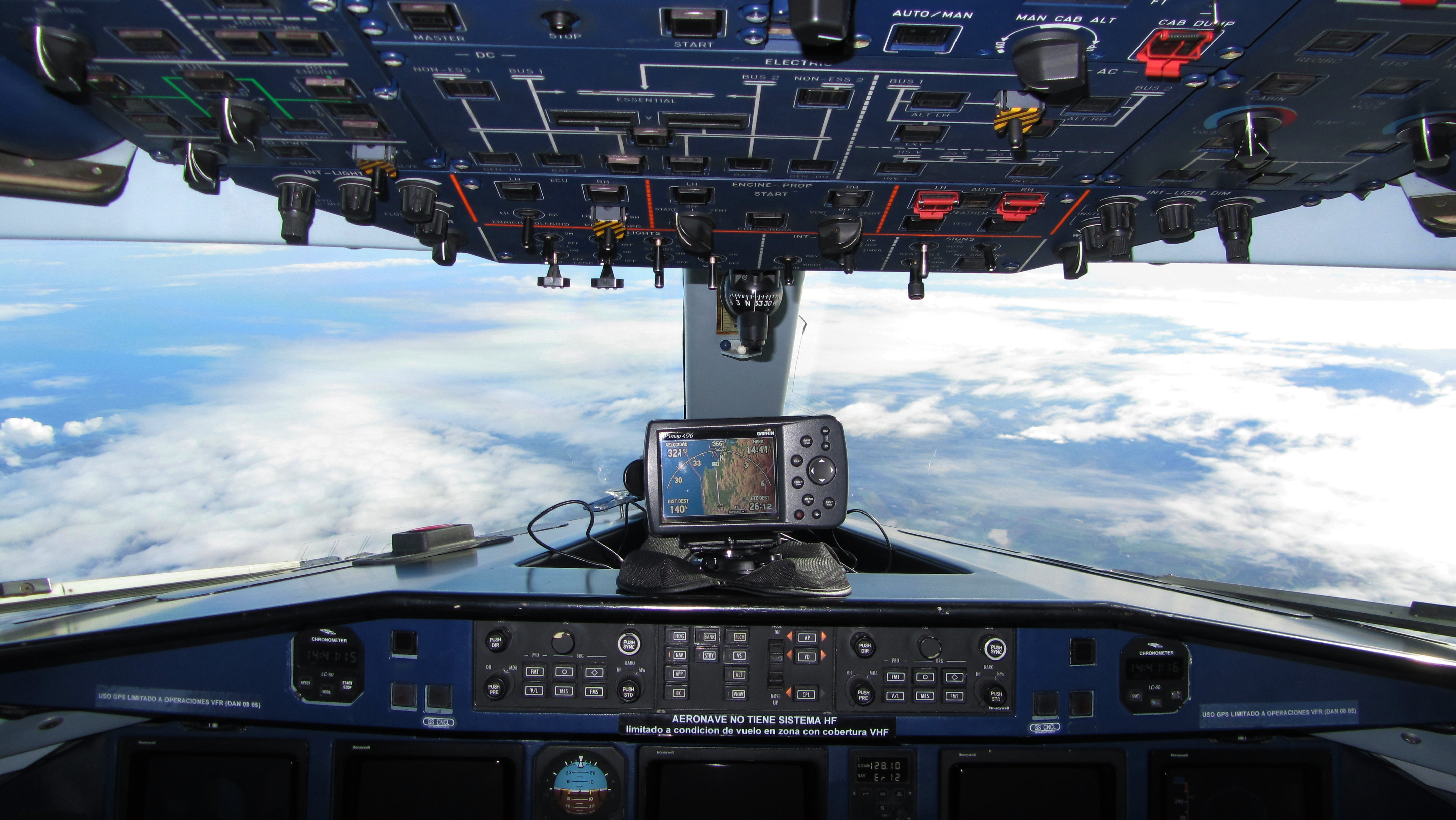
Vista desde el interior de la cabina de un 328 en vuelo.

El Dornier 328 es un avión regional de motores gemelos turbohélice, diseñado principalmente para operadores de pasajeros de trayectos cortos; Deutsche Aerospace promocionó a menudo el modelo como un avión comercial de "tercera generación". El fuselaje del 328 emplea una inusual forma aerodinámica, habiendo sido optimizado para altas velocidades de crucero; el avión puede alcanzar mayores velocidades de crucero y de aproximación que la mayoría de los aviones turbohélice, lo que le permite ser más fácilmente colocado alrededor de los reactores comerciales en las aproximaciones de aterrizaje. Según Deutsche Aerospace, el 328 ofrecía "el menor nivel de ruido, la cabina más ancha, el más alto espacio para permanecer de pie, el suelo de cabina más ancho y los asientos más anchos en la clase de tres asientos en disposición de la marcha". El 328 es capaz de realizar operaciones desde pistas semipreparadas y no preparadas, incorporando características como su tren de aterrizaje retráctil equipado con neumáticos de baja presión y rueda delantera orientable, y rejilla anti grava.
Está equipado con un par de motores turbohélice Pratt and Whitney PW119C, que impulsan hélices Hartzell HD-E6C-3B totalmente reversibles. Las palas de las hélices generan notablemente menos ruido en comparación con sus homólogas contemporáneas gracias a características tales como sus menores RPM, su sincronización con la hélice, y el uso de una configuración de seis palas. El sistema de la hélice el es de acción doble, siendo capaz de ajustar el paso para mantener unas RPM de motor constantes. A principios de los años 90, el constructor declaró que el uso de varias medidas de reducción de ruidos en todo el avión mantenía el ruido interno de la cabina "inferior incluso al de algunos reactores modernos".
El fuselaje del 328 permite una cómoda disposición de asientos de a tres hacia delante al estilo de aerolínea, así como una densa configuración de a cuatro hacia delante para acomodar mayores cantidades de pasajeros, de los que es capaz de llevar un máximo de 27. Existen un total de seis configuraciones de cabina disponibles para realizar operaciones de transporte de carga y pasajeros, entre las que se incluye una flexible disposición de avión combi con un tabique móvil que separa la carga y los pasajeros, y una disposición de evacuación médica equipada con pisos biológicos para cuatro camillas y auxiliares sanitarios. El 328 está presurizado, por vez primera en un avión Dornier, lo que se llevó a cabo para lograr un mayor nivel de comodidad de los pasajeros; la cabina de pasajeros está diseñada para parecerse más a las de aviones de pasajeros mucho mayores. También se puede instalar una cocina de tamaño completo, un inodoro y un lavabo.
El 328 está provisto del mismo diseño de ala supercrítica que había sido desarrollada originalmente para el anterior Do 228 de Dornier; esta ala proporciona al avión de unas excelentes capacidades de crucero y ascenso. Las sencillas técnicas de construcción del Do 228 también se reprodujeron en el 328, a pesar de incrementarse el uso de materiales compuestos en áreas tales como el fuselaje trasero y la cola. Se informó que el 328 realizó un mayor uso de materiales compuestos que cualquiera de sus competidores directos en el momento de su lanzamiento, declarándose que el uso de compuestos de Kevlar-fibra de carbono habían reducido su peso en un 20 %. Se utilizan varios materiales en el fuselaje; entre ellos, se usa una aleación de aluminio en el fuselaje presurizado y en la mayor parte del cajón del ala, una aleación de titanio en el cono de cola, y plástico reforzado con vidrio en el radomo y el borde de ataque del estabilizador vertical. También hay material absorbente de ruido en el fuselaje, mientras que el mamparo de cabina cuelga de canecillos para reducir la transferencia de ruidos y vibraciones.
La cabina de cristal biplaza del 328 está equipada con una suite de aviónica Honeywell Primus 2000, también está equipada con un sistema electrónico de instrumentos de vuelo que comprende cinco monitores de tubos de rayos catódicos (CRT) de 20x17,5 cm; el CRT central sirve como sistema de alerta a la tripulación e indicadores de motor (EICAS), mientras que los dos CRT interiores se usan como pantallas multifunción y los dos exteriores como pantallas principales de vuelo, respectivamente. La aviónica adicional incluye un ordenador dual de aviónica integrada, un bus de datos digital (un derivado comercial del bus de datos MIL-STD-1553), sistema dual de radio integrado Primus II, sistema automático de control de vuelo, unidades duales de referencia de datos aéreos digitales, radar meteorológico Primus 650, transpondedor dual modo-S, sistema mejorado de aviso de proximidad del terreno (GPWS), y sistema de prevención de colisión de tráfico (TCAS).

## Historia operacional

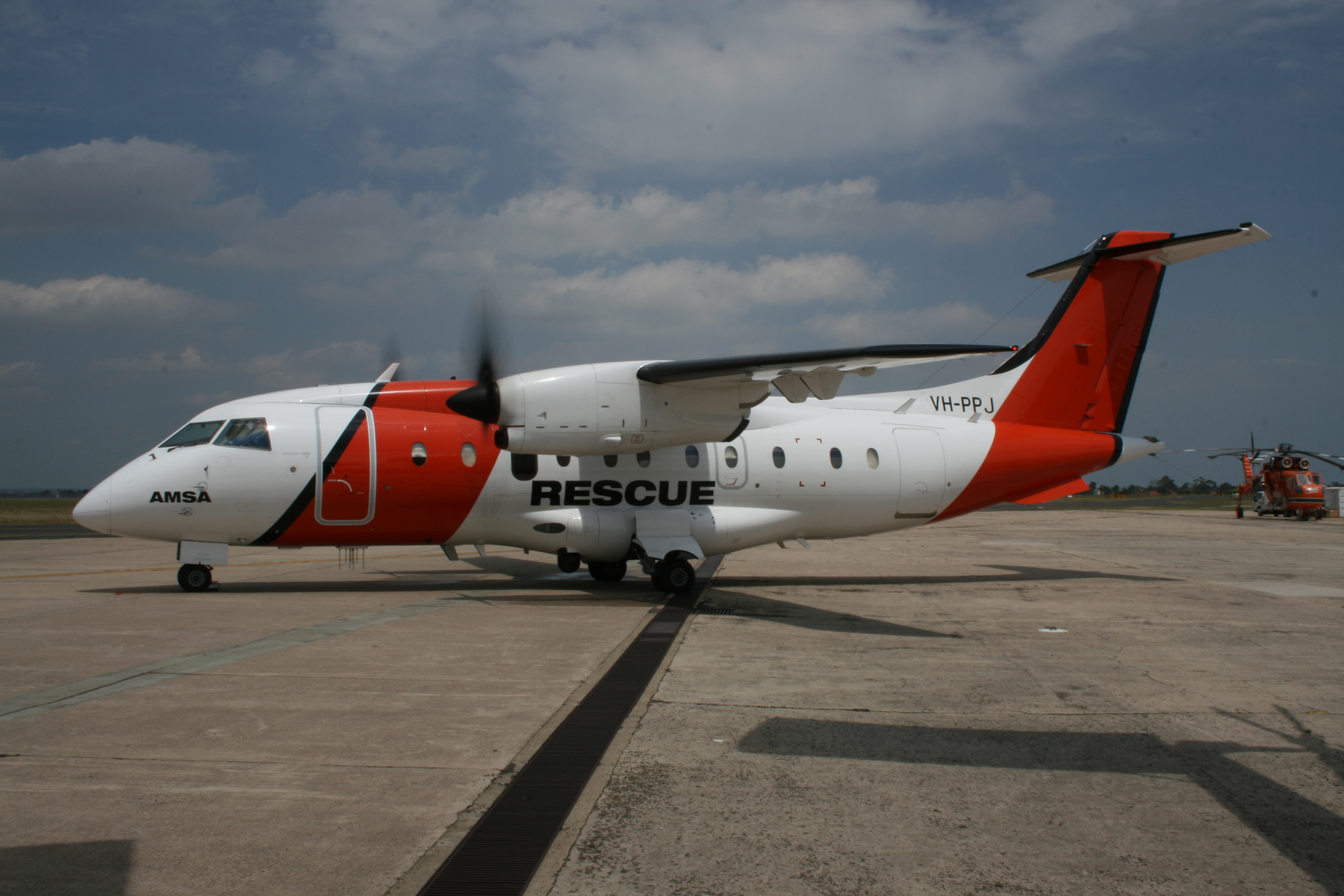
Un Dornier 328-100 de AeroRescue operado para la Autoridad de Seguridad Marítima de Australia.

En 2005, la Autoridad de Seguridad Marítima de Australia (AMSA) concedió un contrato a AeroRescue para que proporcionara una capacidad de Búsqueda y Rescate (SAR) de largo alcance alrededor de Australia. Según esto, cinco 328-100 fueron progresivamente puestos en servicio desde abril de 2006 hasta febrero de 2007, y posicionados alrededor de la línea costera australiana para proporcionar una capacidad de respuesta de 30 minutos, las 24 horas. Estos aviones fueron equipados con una exhaustiva suite de sensores electrónicos de Aerodata AG de Alemania, incluyendo: radar ELTA EL/M 2022A de Israel Aerospace Industries, infrarrojo de barrido frontal (FLIR) FSI Star SAFire III, Buscador de Dirección y un escáner infrarrojo/ultravioleta ARGON ST. El avión también está equipado con un sistema de Aero Engineers Australia, que permite el lanzamiento de cargas de rescate desde el avión, mediante paracaídas, a través de la salida de emergencia subalar. Están siendo progresivamente mejorados con una puerta de carga de apertura en vuelo que permite lanzar objetos mayores, hasta balsas salvavidas de 20 hombres de capacidad y bombas de achique para rescates en aguas abiertas.

## Variantes

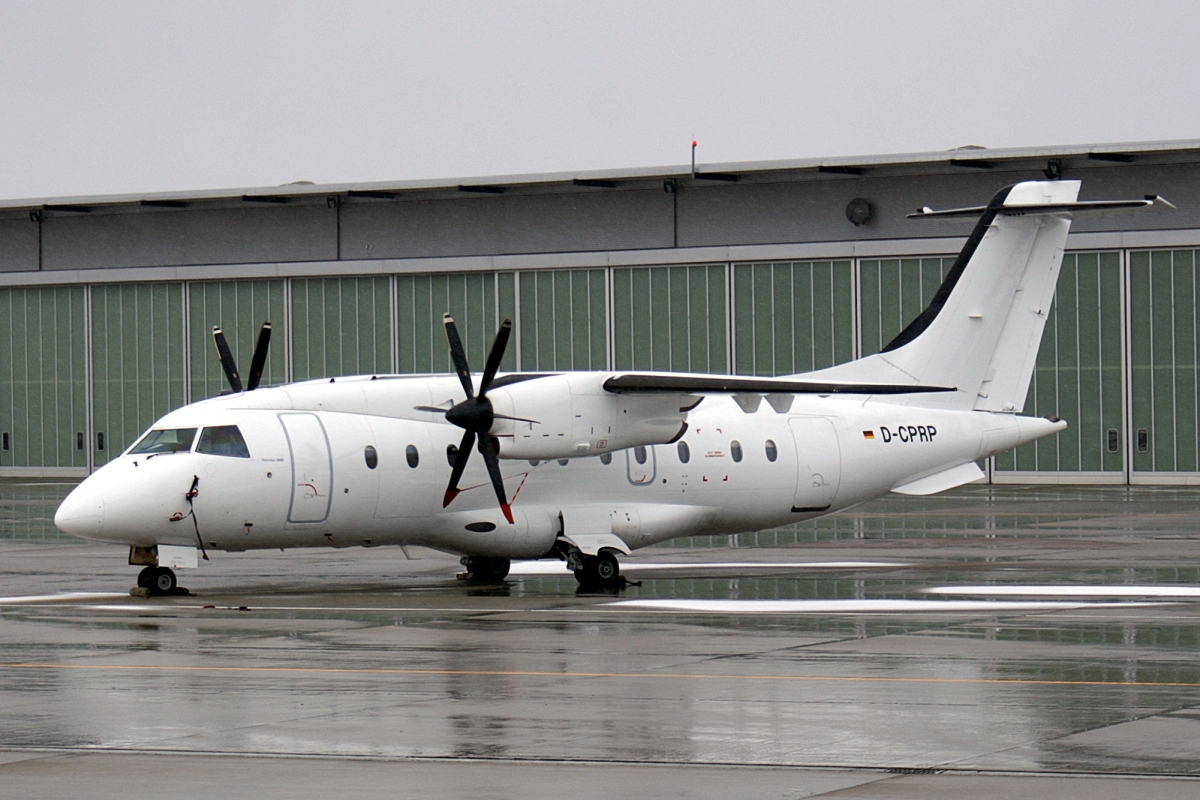
Do 328-100 de Excellent Air.

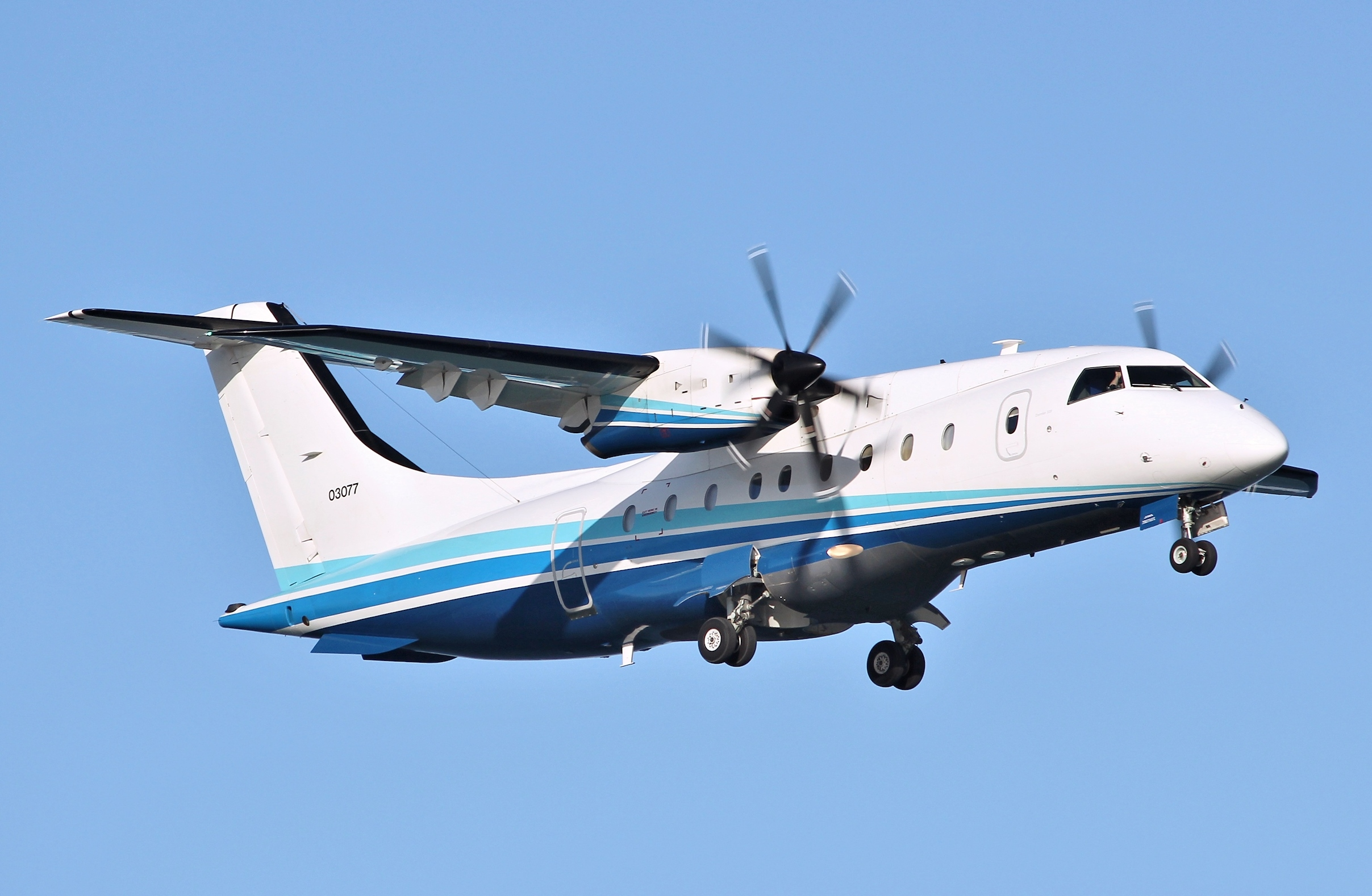
Versión C-146A de la Fuerza Aérea de los Estados Unidos, operada por el 524th Special Operations Squadron.

328-100
Modelo inicial del 328.
328-110
328 estándar con mayores alcance y pesos.
328-120
328 con mejoras prestaciones STOL.
328-130
328 con progresiva reducción de la autoridad del timón y mayores velocidades.
328JET
Variante propulsada por turbofanes, anteriormente 328-300.
C-146A Wolfhound
Designación asignada a diecisiete Dornier 328 operados por el Mando de Operaciones Especiales de la Fuerza Aérea (AFSOC) de la USAF.
Deutsche Aircraft D328eco
Nueva producción en Leipzig, anunciada en agosto de 2019. Versión fabricada por Deutsche Aircraft.

## Operadores
En julio de 2018, permanecían en servicio un total de 24 aviones. Los mayores operadores incluyen: Express Air (6) y DANA (4). Otras siete aerolíneas operan cantidades menores del modelo.
En 2018, 328 Support Services había mantenido a 200 turbohélices y reactores.

### Militares/gubernamentales
Botsuana
- Botswana Defence Force Air Wing: 1[46]

 Estados Unidos
- Mando de Operaciones Especiales de la Fuerza Aérea: 21[43][47]

### Civiles
Alemania
- Private Wings: 10.[48]
- MHS Aviation: 6.[49]
- 328 Support Services: 4.[50]
- Rhein-Neckar Air: 3.[51]

 Canadá
- Central Mountain Air: 3.[52]
- Calm Air International: 1.[53]

 Estados Unidos
- Ultimate Jetcharters: 9.[54]
- Key Lime Air: 7.[55]
- Denver Air Connection: 3.[56]
- United Nations: 1.[57]

 Filipinas
- South East Asian Airlines: 2.

 Gambia
- Mid Africa Aviation: 1.[58]

 Indonesia
- Trigana Air Service: 1.[59]

 Malta
- Medavia: 1.[45]

 México
- FlyMex: 2.[60]

 Nigeria
- Dornier Aviation Nigeria AIEP: 4.
- SkyBird Air: 3.[61]

 Reino Unido
- British Airways: 4.[62]
- Loganair: 2.[45]

 Surinam
- Hi-Jet Helicopters: 1.[63]

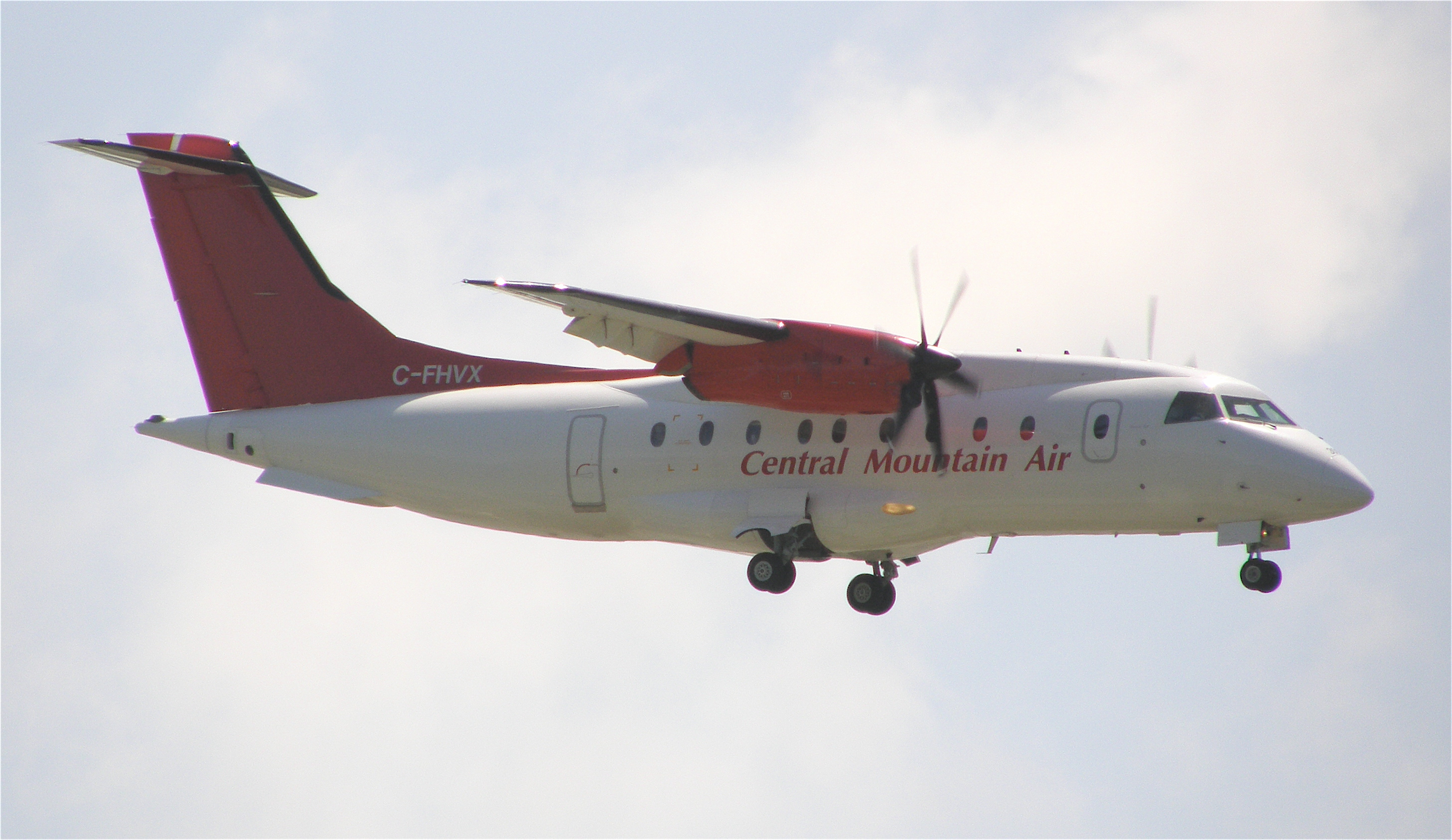
Un Dornier 328-100 de Central Mountain Air en la aproximación al Aeropuerto Internacional de Vancouver.

El turbohélice Dornier 328 también fue operado en servicio regular, en el pasado, por varias aerolíneas regionales estadounidenses, incluyendo Air Wisconsin, Horizon Air, Lone Star Airlines y Mountain Air Express. Además, el avión fue usado previamente para prestar servicios de alimentación en los Estados Unidos, operando como vuelos de United Express y US Airways Express.

### Antiguos Operadores

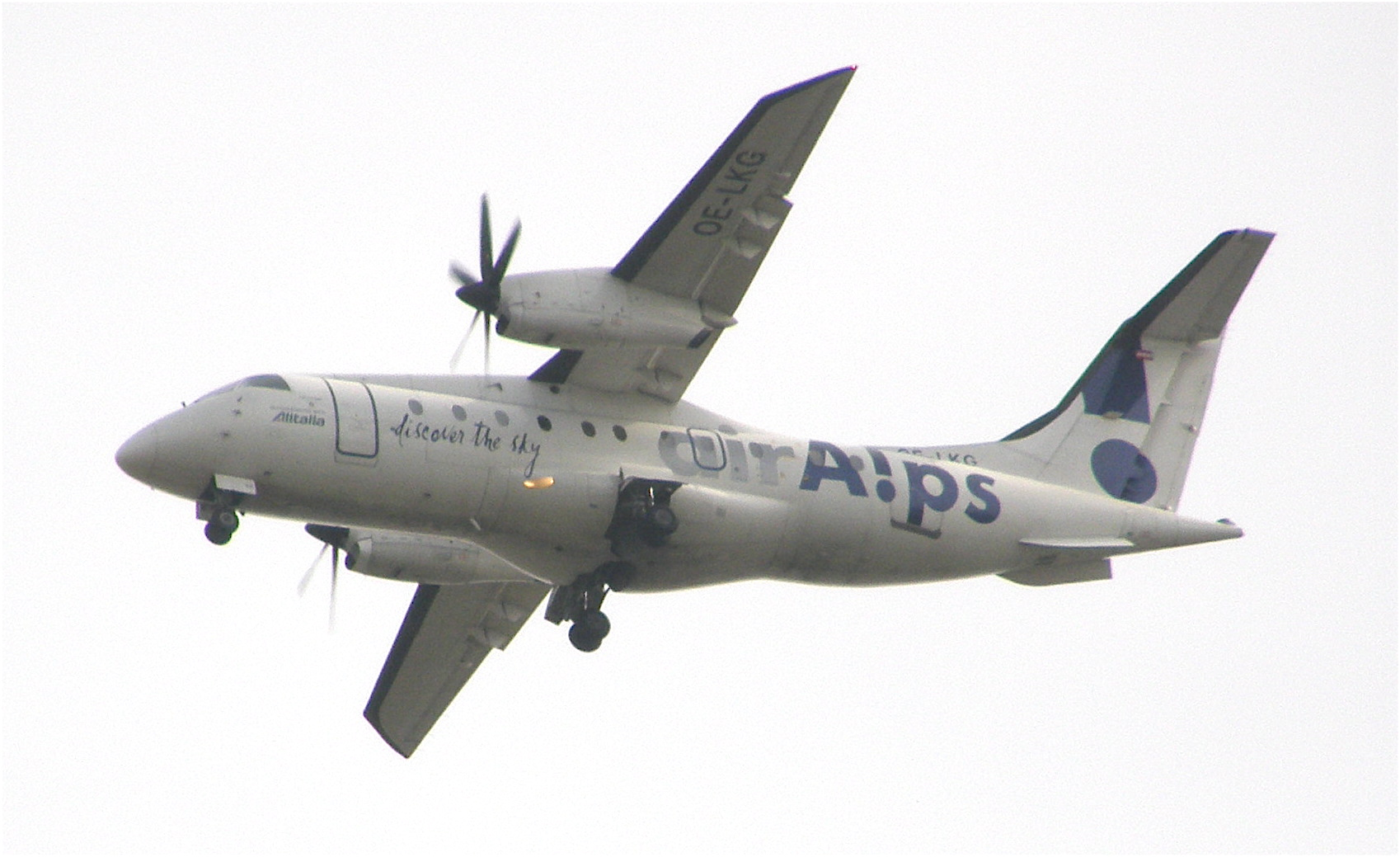
Dornier 328-110 de Air Alps aterrizando en el Aeropuerto de Roma-Fiumicino

#### África
Nigeria
- Air Peace: 3.[64]

#### América
Canadá
- Flair Airlines: 1.[65]

 Chile
- Aerocardal: 2.[66]

 Colombia
- Satena: 6.[67]

 Ecuador
- VIP Ecuador: 6.[68]

 Estados Unidos
- PSA Airlines: 31.[69]
- Air Wisconsin: 23.[70]
- Sierra Nevada Corporation: 21.[71]
- Alaska Airlines: 12.[72]
- Horizon Air: 12.[73]

#### Asia
China
- Hainan Airlines: 27.[74]
- Tianjin Airlines: 26.[75]
- Grand China Air: 1.[76]

 Indonesia
- Xpressair (8)[77]

 Irán
- Sepehran Airlines: 1.[78]

#### Europa
Alemania
- Cirrus Airlines: 19.[79]
- DC Aviation: 1.[80]
- Eurowings: 1.[81]

 Austria
- Air Alps

 Italia
- Proteus Airlines: 8.[82]

 Malta
- Medavia: 1.[83]

 Reino Unido
- Loganair: 6.[84]
- Eastern Airways: 1.[85]

## Accidentes
- El 25 de febrero de 1999, el Vuelo 1553 de Alitalia, en vuelo desde el Aeropuerto de Cagliari-Elmas al Aeropuerto de Génova en Italia. Al aterrizar en la pista 29, el avión se pasó el final de la misma y cayó al mar. En el accidente, murieron cuatro ocupantes de los 31 pasajeros y tripulantes a bordo.[86]

## Especificaciones

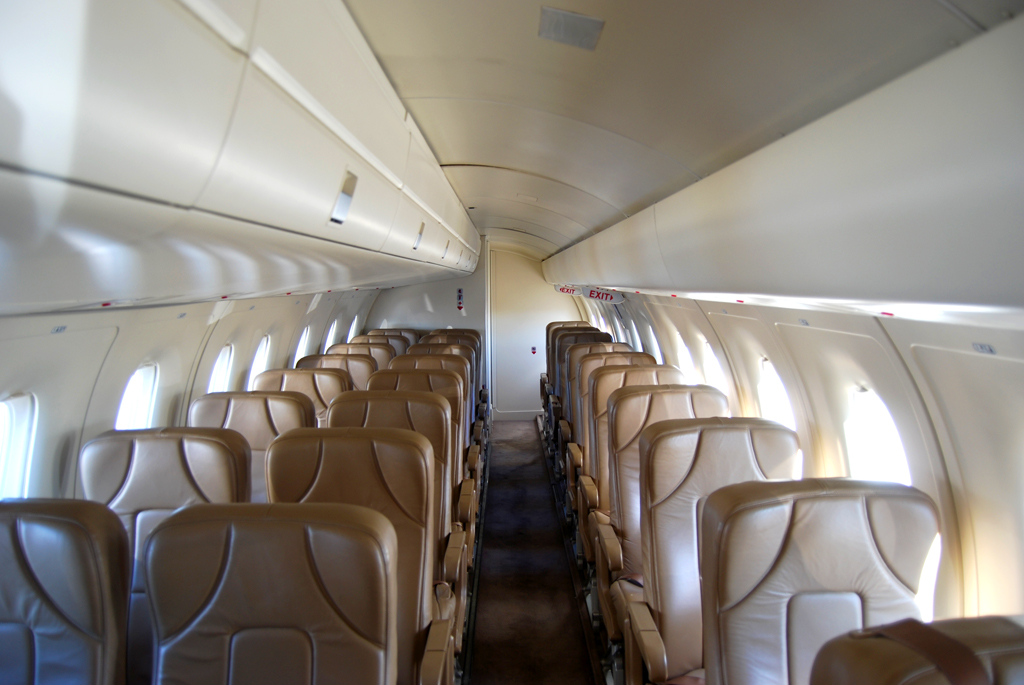
Interior de un Dornier 328.

### Características generales
- Tripulación: Tres (dos pilotos, un asistente de vuelo)
- Capacidad: 30 a 33 (14 en Configuración de Primera Clase)
- Longitud: 21,2 m (69,7 ft)
- Envergadura: 21 m (68,8 ft)
- Altura: 7,1 m (23,1 ft)
- Superficie alar: 40 m² (430,6 ft²)
- Peso vacío: 9100 kg (20 056,4 lb)
- Peso máximo al despegue: 13 990 kg (30 834 lb)
- Planta motriz: 2× turbohélice Pratt & Whitney Canada PW119B.
  - Potencia: 1625 kW (2240 HP; 2210 CV) cada uno.

### Rendimiento
- Velocidad crucero (Vc): 620 km/h (385 MPH; 335 kt)
- Alcance: 1852 km (1000 nmi; 1151 mi)
- Techo de vuelo: 9492 m (31 142 ft)

### Aviónica
- Honeywell Primus 2000

## Aeronaves relacionadas

### Desarrollos relacionados
- / Fairchild Dornier 328JET

### Aeronaves similares
- Bombardier Dash 8
- Xian MA60
- CASA CN-235
- Fokker 50
- LET L-410 Turbolet
- Saab 340
- ATR 42
- Antonov An-24

### Secuencias de designación
- Secuencia Do _/Numérica (interna de Dornier): ← Do 132 - Do 228 - Do 231 - 328 - 328JET - 428 - 528 →
- Secuencia C-_ (Aviones de Carga estadounidenses (secuencia original revivida), 2005-presente): C-143 - C-144 - C-145 - C-146 - C-147